# Fischhausen (Naturschutzgebiet)
Fischhausen ist der Name eines Naturschutzgebietes in der niedersächsischen Gemeinde Wangerland im Landkreis Friesland.
Das Naturschutzgebiet mit dem Kennzeichen NSG WE 095 ist rund 18 Hektar groß. Es steht seit dem 12. April 1980 unter Naturschutz und ersetzt das 1936 ausgewiesene Naturdenkmal „Fischreiherkolonie in Fischhausen“. Zuständige untere Naturschutzbehörde ist der Landkreis Friesland.
Das Naturschutzgebiet liegt nordwestlich von Wilhelmshaven. Es umfasst das Gelände der Burg Fischhausen mit ihrer Parkanlage und angrenzende landwirtschaftliche Nutzflächen. Das Naturschutzgebiet dient dem Schutz einer dort ansässigen Graureiherkolonie, die mindestens seit 1856 besteht.